# LV2
LV2, acronimo di LADSPA versione 2, è uno standard libero per applicazioni e plugin per la generazione e il processamento del segnale audio.
LV2 è uno standard lineare, semplice ed estensibile ed è stato progettato con l'intento di superare alcune delle limitazioni imposte dai suoi predecessori LADSPA e DSSI. Fra la novità più importanti spicca la possibilità di fornire i plugin di interfacce grafiche allo scopo di agevolarne l'utilizzo.
Attualmente solo un numero ristretto di applicazioni fornisce il supporto a tale standard: Ardour, Qtractor, Traverso DAW e Audacity.